# Martiniano Leguizamón (Schriftsteller)

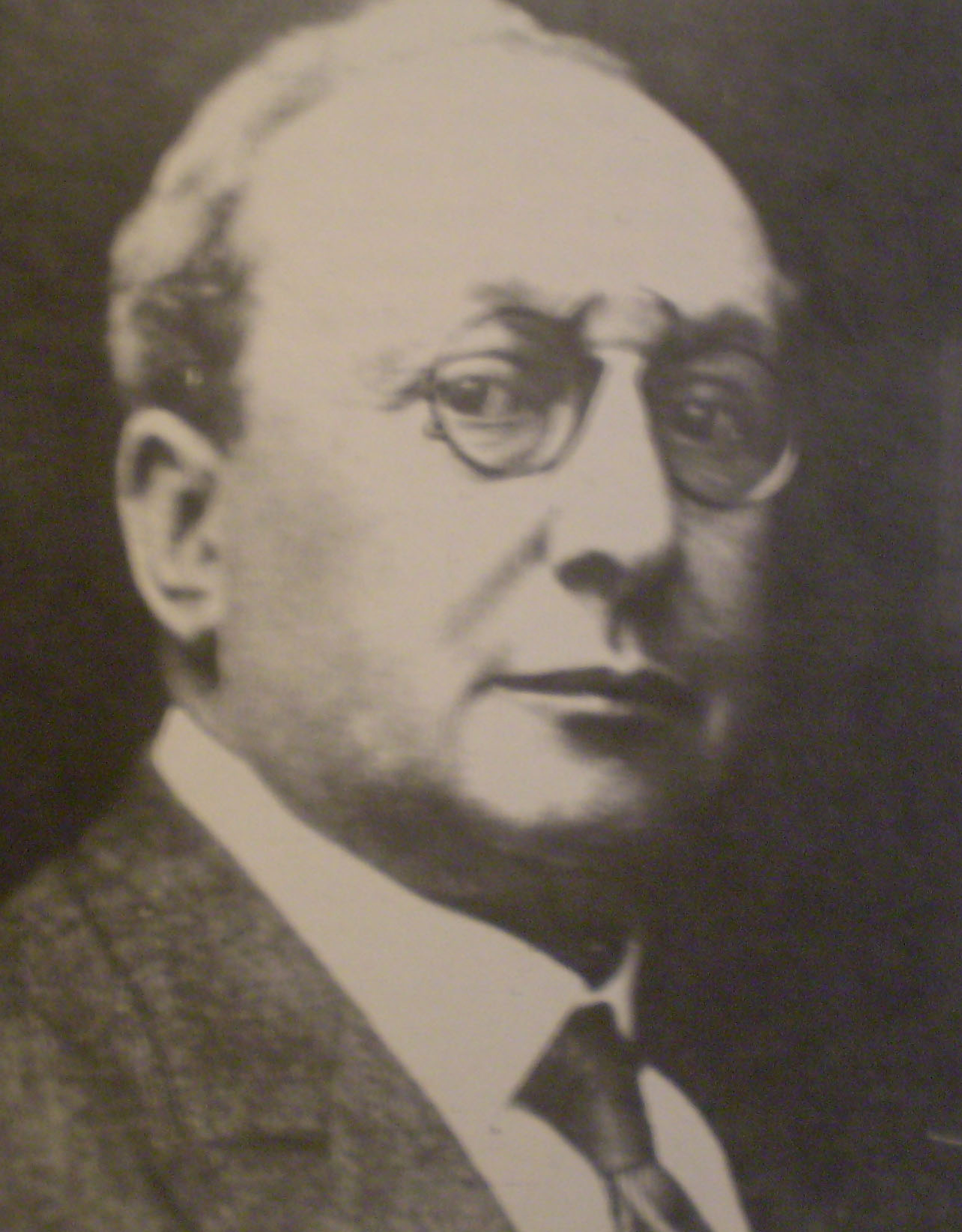
Martiniano Leguizamón

Martiniano Leguizamón (* 1853 in Rosario del Tala, Provinz Entre Ríos, Argentinien; † 1935) war ein argentinischer Schriftsteller.
Leguimazan besuchte das Collegio von Concepción del Uruguay und studierte ab 1880 Jura an der Universidad de Buenos Aires. Er betätigte sich als Journalist und Lehrer für Literatur und Geschichte und war Präsident des Consejo Escolar und der Sociedad Argentina de Autores.
Als Schriftsteller debütierte er bereits 1877 mit dem verloren gegangenen Stück Los apuros del sábado, das er für eine Improvisationstheatergruppe schrieb. Bekannt wurden das 1896 entstandene Theaterstück Calandria und die ländliche Skizze Del tiempo viejo (1915), ein weiteres Stück La muerte ist ebenfalls nicht erhalten. Als Prosaautor trat Leguizamón mit Werken wie Montaraz (1900), Recuerdos de la tierra (1896), Alma Nativa (1906), De cepa criolla (1908) und Fiesta en la estancia (1917) hervor.

## Werke
- Recuerdos de la tierra, 1896
- Calandria, 1896
- Alma nativa, 1906
- De cepa criolla, 1908
- Páginas argentinas, 1911
- Del tiempo viejo, 1915
- La cinta colorada, 1916
- El primer poeta criolla del Río de la Plata, 1917
- Rasgos de la vida de Urquiza, 1920
- Hombres y cosas que pasaron, 1926
- La cuna del Gaucho, 1935
- Papeles de Rosas, 1935